# Timoleon (persoon)
Timoleon (Grieks: Τιμολέων) was een Grieks (ca. 411 v.Chr. - 337 v.Chr.) staatsman uit de 4e eeuw v.Chr. In zijn vaderstad Korinthe raakte hij, op uitdrukkelijk aandringen van zijn vrijheidslievende vrienden, betrokken bij de moord op zijn broer Timophanes, toen deze ervan verdacht werd in Korinthe naar de tirannie te streven. Als tirannendoder werd hij dan ook de hemel in geprezen, maar als mens viel hij ten prooi aan een diepe verscheurdheid. Zijn moeder verfoeide hem en verbande hem uit haar omgeving. Wanhopig trok Timoleon zich voor lange tijd uit het openbare leven terug.
Toen er in Syracuse, een Korinthische kolonie, een zware crisis ontstond ten gevolge van de verdrijving van Dionysius de Jongere, riepen de bezorgde inwoners de hulp in van hun oude moederstad. De aanhangers van de verjaagde tiran stonden immers lijnrecht tegenover de rest van de bevolking. Gedreven door het argument dat hij op die manier kon bewijzen dat het hem destijds bij de moord op zijn broer werkelijk te doen was geweest om het bestrijden van de tirannie, aanvaardde Timoleon in 346 v.Chr. de opdracht om als gezant van Korinthe in Syracuse op te treden als scheidsrechter in het conflict. Hij versloeg de Carthagers, die door de tegenstanders van Dionysius te hulp waren geroepen, en slaagde erin de partijen te verzoenen, waarna hij in Syracuse een democratie kon vestigen. 
Ook elders op Sicilië werden onder zijn invloed tirannen afgezet en vervangen door democratische regeringen. De door Gelo van Syracuse verwoeste havenstad Megara Hyblaea in de buurt van Syracuse liet hij enigszins herbouwen.
Toen hij zijn taak als volbracht beschouwde, trok Timoleon zich terug en bleef tot het einde van zijn leven een gerespecteerde burger van Syracuse.
In de moraliserende literatuur van de klassieke oudheid en de nieuwe tijd is de broedermoord van Timoleon een vaak terugkerend thema, en een voorbeeld van het dilemma tussen het eren van familiebanden en de verdediging van de vrijheid.
- Biblioteca Nacional de España: XX1449546
- Bibliothèque nationale de France: cb155538538 (data)
- Gemeinsame Normdatei: 118802283
- International Standard Name Identifier: 0000 0000 8565 5460
- Library of Congress Control Number: n83177745
- Nationale Bibliotheek van Israël: 987007298873005171
- LIBRIS: 224177
- Système universitaire de documentation: 076138828
- Virtual International Authority File: 89497956
- WorldCat: E39PCjxMKwKqWg3BB6wkKBTHBX